# Mangelia martensi
Mangelia martensi é uma espécie de gastrópode do gênero Mangelia, pertencente a família Mangeliidae.